# Listen to the Lion
"Listen to the Lion" es una canción del músico norirlandés Van Morrison publicada en el álbum de 1972 Saint Dominic's Preview.
En el tema, Morrison toca la guitarra junto a Ronnie Montrose. Connie Kay (batería en Astral Weeks) y Gary Mallaber (percusión y vibráfono en Moondance) figuran también como músicos en la canción. Morrison, Montrose y Boots Houston llevan a cabo los coros. Según Ritchie Yorke, "Van usó su voz de manera tan excelente en este tema que parece ser parte de la instrumentación... Van educándose en el arte de la repetición del R&B nunca había sido tan adaptado tan a la perfección".
"Listen to the Lion" ha sido descrito como uno de los trabajos más elaborados de Morrison. En palabras de Johnny Rogan: "Durante los once minutos de viaje, él canta, grita, improvisa versos, los suprime y los omite, hasta que simbólicamente recrea el sonido de un desatado león dentro de sí mismo. Sigue siendo un logro considerable".

## En otros álbumes
- Listen to the Lion" ha sido una de las canciones más frecuentes en los conciertos de Morrison durante largo tiempo. Junto con "Saint Dominic's Preview", "I Will Be There" y "Jackie Wilson Said (I'm in Heaven When You Smile)", es el único tema del álbum que ha interpretado en directo. Dos de las canciones fueron incluidas en el álbum en directo de 1974 It's Too Late to Stop Now. Una versión en directo de "Listen to the Lion" de 1980 fue publicada en el DVD de 2006 Live at Montreux 1980/1974".
- "Listen to the Lion" fue remasterizado y publicado en 2007 en el álbum recopilatorio Still on Top - The Greatest Hits.

## Personal
- Van Morrison: voz, guitarra y coros
- Ronnie Montrose: guitarra y coros
- Mark Jordan: piano
- Bill Church: bajo
- Connie Kay: batería
- Gary Mallaber: percusión y vibráfono
- "Boots" Rolf Houston: coros